# لاري ويلينغهام
لاري ويلينغهام (بالإنجليزية: Larry Willingham)‏ هو لاعب كرة قدم أمريكية أمريكي، ولد في 22 ديسمبر 1948 في كولمان في الولايات المتحدة.

## وصلات خارجية
- لاري ويلينغهام على موقع مرجع كرة القدم المحترفة.كوم (الإنجليزية)
- لاري ويلينغهام على موقع قاعة ألاباما للمشاهير الرياضية (مؤرشف) (الإنجليزية)